# August Gottwald

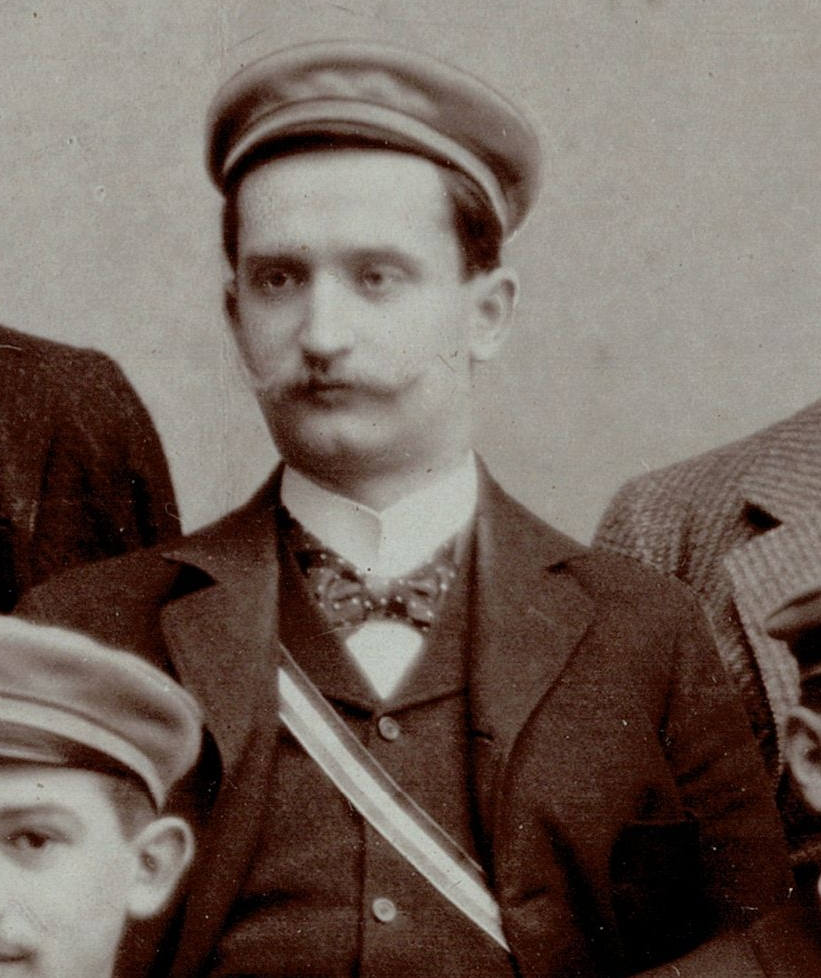
August Gottwald

August Gottwald (* 8. August 1877 in Wien; † 8. Februar 1957 in Haag am Hausruck, Oberösterreich) war ein österreichischer Rechtsanwalt und Politiker.

## Leben
Gottwald studierte an der Universität Wien Rechtswissenschaft. 1898 im  Corps Alemannia Wien recipiert, klammerte er dreimal die Erste und einmal die Dritte Charge. 1903 wurde er zum Dr. iur. promoviert. Bis 1910 wirkte er im richterlichen Dienst und eröffnete dann in Haag am Hausruck eine Rechtsanwaltspraxis. Nach dem Kriegsdienst an der serbischen und russischen Front übernahm er 1918 die Kanzleidirektion der örtlichen Sparkasse. 1924 wurde er zum Bürgermeister von Haag am Hausruck gewählt und blieb es bis 1938 und neuerlich von 1945 und 1951. Er war Mitglied im Deutschen Klub. 1934 wurde er Gauführer der Heimwehr und Mitglied der oberösterreichischen Landesleitung der Vaterländischen Front und schließlich zwischen 1934 und 1938 Mitglied des Staatsrates. Er bekleidete führende Positionen in der Wirtschaft. Eine Zeitlang war er im KZ Dachau. Er war mit der Tochter eines Rechtsanwaltes verheiratet und hatte zwei Töchter.

## Ehrungen
- Orden der Eisernen Krone (Österreich) III. Klasse
- Militärverdienstkreuz (Österreich) III. Klasse
- Bandverleihung des Corps Vandalia Graz (1927)[1]
- Österreichischer Verdienstorden (1934), Ritterkreuz
- Ehrenpräsident des oberösterreichischen Landesverbandes der Sparkassen